# Hermann Bischoff (Komponist)
Hermann Bischoff (* 7. Januar 1868 in Duisburg; † 25. Januar 1936 in Berlin) war ein deutscher Komponist und Schüler von Richard Strauss.

## Leben
Bischoff entstammt einer wohlhabenden Duisburger Industriellenfamilie. Nach kurzem Unterricht in Leipzig ging er um 1888 nach München. 1898 heiratete er die aus Konstantinopel kommende Malerin Marie Himmighoffen (1874–1961). In den darauffolgenden Jahren pflegte er enge Kontakte zu dem Jugendstil-Maler Fritz Erler und mit dem Historiker und Syndicus der Königlich Bayerischen Akademie der Wissenschaften Karl Mayr (1864–1917).
Mit fast allen Vertretern der Münchner Komponisten-Schule um Ludwig Thuille und Max von Schillings stand Hermann Bischoff in freundschaftlich-kollegialem Verhältnis.
Bischoff erschuf in seinen 68 Lebensjahren nur wenige Kompositionen. Die letzten fünf Lebensjahre komponierte er gar nicht mehr, sondern verdiente seinen Lebensunterhalt bei der Berliner Urheberrechtsgesellschaft.
Der Nachlass von Hermann Bischoff wird im Richard-Strauss-Institut in Garmisch-Partenkirchen aufbewahrt.

## Werke
- Introduktion und Rondo
- Pan (Symphonische Dichtung)
- Symphonie Nr. 1
- Symphonie Nr. 2
- Lieder